# Gintaras Einikis
Gintaras Einikis (Kretinga, Lituania, 30 de septiembre de 1969) es un exbaloncestista lituano que medía 2,08 m y cuya posición en la cancha era la de ala-pívot. Consiguió 4 medallas en competiciones oficiales con la selección de Lituania

## Clubes
- 1987-1995 Zalgiris Kaunas
- 1995-1999 Avtodor Saratov
- 1999-2001 CSKA Moscú
- 2001-2002 Śląsk Wrocław
- 2001-2002  Near East
- 2002-2003 Zalgiris Kaunas
- 2003-2004 Prokom Sopot
- 2003-2004 Unicaja Málaga
- 2005 Lietuvos Rytas
- 2005-2006 ČEZ Nymburk
- 2009-  Naglis-Adakris

## Palmarés clubes
- 1990-91, 1991-92, 1992-93, 1993-94, 1994-95, 2002-03 LKL. LTU. Zalgiris Kaunas.
- 99-2000 Superleague. RUS. CSKA Moscú.
- 99-2000 NEBL. CSKA Moscú.
- 2003-04 PLK. POL. Prokom Trefl Sopot.
- 2004-05 ULEB Cup Lietuvos Rytas Vilnius.
- 2005-06 NBL. CZE. CEZ Basketball Nymburk.